# Metafora
Metafora este un film românesc din 1980 regizat de Mihai Bădică.